# Valea Ulieșului
Valea Ulieșului – wieś w Rumunii, w okręgu Marusza, w gminie Râciu. W 2011 roku liczyła 37 mieszkańców.